# Dario Del Fabro
Dario Del Fabro (L'Alguer, 24 de març de 1995) és un futbolista professional italià que juga com a central a l'AS Cittadella.

## Carrera de club

### Càller i cessions
Del Fabro va néixer a l'Alguer i va créixer a Sassari. Va començar la seva carrera al Càller després de ser descobert pel cap de l'acadèmia Gianfranco Matteoli. Va debutar a la Copa Itàlia el 5 de novembre de 2012 contra el Pescara, jugant els 90 minuts complets. Va debutar a la Lliga de la Sèrie A el 21 de desembre de 2012 contra la Juventus, substituint Marco Sau al minut 67. En dos anys va jugar 8 partits entre la Sèrie A i la Copa Itàlia amb el Club de Sardenya.
El 3 d'agost de 2014, Del Fabro es va unir al Pescara de la Sèrie B amb una cessió per tota la temporada. Posteriorment es va donar per acabada perquè pogués unir-se al Leeds United FC.
El 31 d'agost, Del Fabro va fitxar per l'antic propietari del Càller Massimo Cellino al Leeds United FC amb un préstec durant tota la temporada amb l'opció d'un trasllat permanent. Li van donar la samarreta número 35 per a la temporada 2014-15. El 4 de gener de 2015, va debutar amb el club en una derrota per 1-0 davant el Sunderland a la FA Cup.
El 20 de setembre de 2015, Del Fabro va ser cedit a l'Ascoli de la Sèrie B. Va debutar el 23 de novembre de 2015, en una derrota fora de casa per 3-0 contra el Càller, entrant com a substitut de Michele Canini després de 5 minuts de la primera part. Va acabar la campanya amb un total de 10 aparicions.
El 10 de juliol de 2016, Del Fabro va completar una cessió a un altre equip de la Sèrie B, l'Pisa. Al nou equip, dirigit per Gennaro Gattuso, es va convertir en un dels centrals titulars de l'equip de la Toscana, que va participar en 32 partits de lliga i 2 de Copa Itàlia.

### Juventus
El 28 de juliol de 2017, Del Fabro es va incorporar a la Juventus per 4,5 milions d'euros, signant un contracte fins al 2023.
Va ser cedit al Novara Calcio per a la temporada 2017-18. Durant aquesta temporada va jugar 19 partits.
El 31 de juliol de 2018, Del Fabro va fitxar pel club Cremonese de la Sèrie B en préstec fins al 30 de juny de 2019. Va ser una temporada difícil per al defensa central que no jugava regularment, però va marcar el seu primer gol com a professional en un empat 1-1 contra el Venècia.
El 29 d'agost de 2019, Del Fabro es va traslladar al club de la Premiership escocesa Kilmarnock amb un contracte de cessió durant tota la temporada juntament amb el seu company d'equip de la Juventus Laurențiu Brănescu. Durant la seva estada a Ayrshire, Del Fabro es va convertir en un habitual de la defensa central amb 24 aparicions en totes les competicions i marcant un gol, un empat al minut 93 en un empat 2-2 amb l'Hibernian.
El 3 d'octubre de 2020, Del Fabro va fitxar pel club neerlandès ADO Den Haag amb un préstec d'un any.
El 26 d'agost de 2021, Del Fabbro va fitxar pel Seraing belga amb un préstec d'un any.

### Citadella
El 31 de gener de 2022, Del Fabro va tornar a Itàlia i va signar amb Cittadella.

## Internacional
El 2010, Del Fabro va ser seleccionat per Itàlia sub-16, on va ser el capità de l'equip, abans de graduar-se el 2011 a Itàlia sub-17, i després a Itàlia sub-18 el 2012. El 2013, Del Fabro va debutar amb Itàlia sub-19 i va marcar el seu primer gol amb la samarreta "Azzurri".